# Bolton-Ouest
Bolton-Ouest es un municipio de la provincia de Quebec, Canadá. Está ubicado en el condado regional de Brome-Missisquoi y a su vez, en la región administrativa de Montérégie. Hace parte de las circunscripciones electorales de Brome-Missisquoi a nivel provincial y de Brome−Missisquoi a nivel federal.

## Geografía
Bolton-Ouest se encuentra ubicada en las coordenadas 45°14′00″N 72°27′00″O / 45.23333, -72.45000. Según Statistics Canada, tiene una superficie total de 101,86 km² y es una de las 1134 localidades en las que está dividido administrativamente el territorio de la provincia de Quebec.

## Demografía
Según el censo de 2011, había 678 personas residiendo en este municipio con una densidad poblacional de 6,7 hab./km². Los datos del censo mostraron que de las 723 personas censadas en 2006, en 2011 hubo una disminución poblacional de 45 habitantes (-6,2%). El número total de inmuebles particulares resultó de 497 con una densidad de 4,88 inmuebles por km². El número total de viviendas particulares que se encontraban ocupadas por residentes habituales fue de 311.